# Okręg wyborczy Penryn and Falmouth
Okręg wyborczy Penryn and Falmouth powstał w 1832 r. i wysyłał do brytyjskiej Izby Gmin dwóch deputowanych. W 1885 r. liczbę mandatów przypadających na okręg zmniejszono do jednego. Okręg obejmował parafie Penryn i Falmouth w Kornwalii. Został zlikwidowany w 1950 r.

## Deputowani do brytyjskiej Izby Gmin z okręgu Penryn and Falmouth

### Deputowani w latach 1832–1885
- 1832–1840: Robert Rolfe, wigowie
- 1832–1835: Charles Bury, lord Tullamore
- 1835–1841: James William Freshfield, Partia Konserwatywna
- 1840–1841: Edward John Hutchins
- 1841–1847: John Cranch Walker Vivian
- 1841–1847: James Hanway Plumridge
- 1847–1857: Howel Gwyn
- 1847–1852: Francis Mowatt
- 1852–1857: James William Freshfield, Partia Konserwatywna
- 1857–1865: Thomas Baring, Partia Liberalna
- 1857–1868: Samuel Gurney
- 1865–1868: Jervoise Smith
- 1868–1874: Robert Nicholas Fowler
- 1868–1874: Edward Backhouse Eastwick
- 1874–1885: David James Jenkins
- 1874–1880: Henry Thomas Cole
- 1880–1885: Reginald Brett, Partia Liberalna

### Deputowani w latach 1885-1950
- 1885–1886: David James Jenkins
- 1886–1895: William George Cavendish-Bentinck
- 1895–1906: Frederick John Horniman, Partia Liberalna
- 1906–1910: John Barker, Partia Liberalna
- 1910–1918: Charles Sydney Goldman
- 1918–1922: Edward Nicholl, Partia Konserwatywna
- 1922–1923: Denis Shipwright, Partia Konserwatywna
- 1923–1924: Courtenay Mansel, Partia Liberalna
- 1924–1929: George Pilcher, Partia Konserwatywna
- 1929–1931: John Tudor Walters, Partia Liberalna
- 1931–1945: Maurice Petherick, Partia Konserwatywna
- 1945–1950: Evelyn Mansfield King, Partia Pracy